# Sabrina Bryan
Sabrina Bryan (Reba Sabrina Hinojos), née le 16 septembre 1984 en Californie, est une actrice, danseuse, chanteuse, écrivaine, styliste, chorégraphe et personnalité de la télévision américaine. Elle commença sa carrière en 1996, en jouant dans le film Matilda, avant d'obtenir une petite notoriété dans la série Amour, Gloire et Beauté en 2002. C'est en interprétant en 2003 le rôle de Dorinda dans le téléfilm de Disney Cheetah Girls, devenant par la suite un vrai groupe musical, qui l'a révéla mondialement.
Ensuite, elle s'est illustrée dans les productions filmiques telles que : Les Cheetah Girls 2 (2006), Les Cheetah Girls : Un monde unique (2008), Le Pacte mystérieux (2008), Help Me, Help You (2009), The Next Dance (2014), I Think My Babysitter's An Alien (2015) ou encore Danse Funèbre (2016), dont ce dernier est disponible officiellement et légalement en location vf sur Youtube, sous le nom de Danse Avec La Mort,.
Elle a également participé à la Saison 5 de Dancing with the Stars et a publié un roman intitulé Princess Of Gossip (2008),.

## Carrière

### 1996-2002: Début de carrière
Elle commença sa carrière en 1996, en jouant dans le film Matilda, mais aussi dans le téléfilm Maman Noël, ayant pour vedette Angela Lansbury. En 1999, elle obtient un rôle dans le téléfilm King's Pawn. L'année suivante, elle joue dans le téléfilm Driving Me Crazy. En 2001, elle multiplie les apparitions dans les séries télévisées The Geena Davis Show, The Jersey ou encore Parents à tout prix. En 2002, elle obtient une petite notoriété en jouant dans 7 épisodes de la série Amour, Gloire et Beauté.

### 2003-2008: Succès international avecLes Cheetah Girls,Dancing With The StarsetPrincess Of Gossip
En 2003, elle obtient le rôle de Dorinda, dans le premier téléfilm musical de Disney Channel : Cheetah Girls, aux côtés de Adrienne Bailon, Raven-Symoné et Kiely Williams. Lors de sa première diffusion, le téléfilm attire 6,5 millions de téléspectateurs, devient le premier téléfilm de Disney Channel à obtenir autant d'audience et s'érige comme la première audience annuelle de la chaîne. La bande originale du film débute à la 33e place au Billboard, devient double disque de platine, se vend à deux millions d'exemplaires et s'érige au second rang des bandes originales de films les plus vendues de l'année juste derrière Shrek.
Due au succès des Cheetah Girls, la maison de disques Walt Disney Records décide de vraiment fonder le groupe The Cheetah Girls avec Adrienne, Kiely, et Sabrina. Raven-Symoné a refusé de faire partie du groupe, afin de se concentrer sur sa carrière musicale en solo et sur sa série, Phénomène Raven. Très vite, The Cheetah Girls commencent à travailler sur leur premier album, intitulé Cheetah-licious Christmas - qui sort en octobre 2005.
Le 17 janvier 2006, elle devient professeur de danse fitness, dans le programme éducatif Byou, qui sort en DVD aux États-Unis et dont elle signe également la bande originale. Un peu plus tard, elle reprend son rôle dans la suite Les Cheetah Girls 2. Bien qu'elle ne fasse pas partie du groupe, Raven-Symoné a accepté de reprendre son rôle dans le deuxième film. Le film a été diffusé sur Disney Channel le 25 août 2006 et a réuni plus de 8,1 millions de téléspectateurs ; le téléfilm devient alors le film le plus regardé sur Disney Channel, devant High School Musical. La bande originale du film sort le 15 août 2006, et a été classée à la 5e place du Billboard 200, puis a été certifié platine à la fin de l'année, quant au single Strut, il atteint la 53e place du Billboard Hot 100.
Le 24 septembre 2007, elle participe en tant que candidate à la Saison 5 de Dancing with the Stars, aux côtés de Hélio Castroneves, Mel B, Marie Osmond, Jennie Garth  et Jane Seymour où elle termine 6eme de la compétition,. Dans un même temps, The Cheetah Girls publient leur deuxième album intitulé TCG et le single, Fuego, est entré dans le classement Hot Dance Club Songs.
En 2008, Disney Channel a annoncé que le troisième film des Cheetah Girls était en préparation. Le film a été tourné à Bollywood. Cependant, Raven-Symoné a confirmé qu'elle ne jouerait pas dans le film, due à sa carrière musicale et le tournage du film Papa, la fac et moi. Le film, Les Cheetah Girls : Un monde unique, a été diffusé le 22 août 2008 sur Disney Channel et a réuni plus de 7 millions de téléspectateurs. Contrairement aux deux premiers films, le troisième film a réuni moins d'audience. Pour la bande originale du film, Sabrina a enregistré une chanson en solo, Crazy On The Dancefloor. Le 30 septembre 2008, elle obtient un rôle dans le film Le Pacte mystérieux, qui sort directement en DVD. Le 8 octobre 2008, elle publie son premier roman Princess Of Gossip, en collaboration avec l'auteure Julia DeVillers. En novembre 2008, Kiely Williams a confirmé dans une interview que les Cheetah Girls se sont séparées.

### 2009-Présent: Films indépendants, retour àDancing With The Starset séries sur internet
Le 13 janvier 2009, le dvd de danse fitness Byou 2, dont elle signe encore la bande originale, est commercialisé aux États-Unis. Le 6 novembre 2009, elle est en tête d'affiche du film Help Me, Help You, aux côtés de Steve Guttenberg, Rondell Sheridan et Richard Kind.
Entre 2010 et 2012, elle double trois épisodes de la série télévisée d'animation de Disney Ça bulle !. Le 24 septembre 2012, elle participe à la Saison 15 de Dancing with the Stars Spécial All Stars où elle est éliminée à la 7eme place,.
En 2013, elle apparaît dans le 14e épisode de la seconde saison de la série télévisée Supah Ninjas.
Le 14 octobre 2014 le film The Next Dance, dans lequel elle obtient un rôle, sort en dvd aux États-Unis.
En 2015, elle partage l'affiche du film familial I Think My Babysitter's an Alien, au côté du rappeur Romeo Miller, qui sort en dvd le 11 aout 2015 aux États-Unis.
En 2016, elle est la vedette du film Danse Funèbre, comprenant également Antonio Sabato Jr., David Blue et Brody Hutzler, qui est disponible officiellement et légalement en location vf sur Youtube, sous le nom de Danse Avec La Mort.
Depuis, elle a créé avec Kiely Williams les webseries Dinner With Friends, March Moms et  Bad Sex With Good People, dont elles sont les vedettes.

## Filmographie
| Année | Titre                               | Rôle                               |
| 1996  | Matilda                             | Une fille (pas créditée)           |
| 1996  | Maman Noël                          | Fritzie, téléfilm                  |
| 2003  | Cheetah Girls                       | Dorinda Thomas                     |
| 2006  | Byou                                | elle-même                          |
| 2006  | Les Cheetah Girls 2                 | Dorinda Thomas                     |
| 2008  | Les Cheetah Girls : Un monde unique | Dorinda Thomas                     |
| 2008  | Le Pacte mystérieux                 | Madame Murray                      |
| 2009  | Byou 2                              | elle-même sorti directement en DVD |
| 2009  | Help Me, Help You                   | Sandy                              |
| 2014  | The Next Dance                      | Ivy                                |
| 2015  | I Think My Babysitter's An Alien    | Senateur Grant                     |
| 2016  | Danse Funèbre                       | Kate                               |

| Année     | Titre                                             | Rôle             | Notes |
| 1999      | King's Pawn                                       | Kelly            | série non-diffusée |
| 2000      | Driving me crazy                                  | Terry            | série non-diffusée |
| 2001      | The Geena Davis Show                              | Tina             | petite apparence |
| 2001      | The Jersey                                        | Angelina Renardn | petite apparence |
| 2001      | Parents à tout prix                               | Suzy             | petite apparence |
| 2002      | Amour, Gloire et Beauté                           | Alisa Cordova    | rôle récurrent, pour 7 épisodes |
| 2003      | Cheetah Girls la série                            | Dorinda Thomas   | 4 épisodes, série non diffusée |
| 2007      | Disney Channel Games                              | elle-même        | Le Groupe Jaune, programme de jeux avec les autres acteurs Disney                                                                               |
| 2007      | Dancing with the Stars                            | elle-même        | Saison 5, éliminée le 36e jour de la compétition.                                                                                               |
| 2008      | En route avec Les Cheetah Girls : Un monde Unique | elle-même        | programme de 8 épisodes qui parle des coulisses de la production de Les Cheetah Girls : Un monde unique                                         |
| 2008      | La Vie de palace de Zack et Cody                  | elle-même        | Guest Star, avec Les Cheetah Girls |
| 2008      | Disney Channel Games                              | elle-même        | Le Groupe Jaune, programme de jeux avec les autres acteurs Disney                                                                               |
| 2008      | Studio DC: Almost Live                            | elle-même        | Saison 2, avec Les Cheetah Girls, programme qui nous fait montrer les acteurs et les actrices Disney derrière les coulisses et avec les Muppets |
| 2009      | E! News                                           | elle-même        | commandante pour la huitième saison de Dancing with the Stars                                                                                   |
| 2010-2012 | Ça bulle !                                        | Pamela Hamster   | Saison 1 épisode 15 et épisode 28 ; Saison 2 épisode 17.                                                                                        |
| 2012      | Dancing with the Stars                            | elle-même        | Saison 15 All Stars. |
| 2013      | Supah Ninjas                                      | Andréa           | Saison 2 épisode 14 |

## Discographie

### Albums avec Les Cheetah Girls
- 2005 : Cheetah-licious Christmas
- 2007 : In Concert: The Party's Just Begun Tour
- 2007 : TCG

### Albums des films Cheetah Girls
- 2003 : The Cheetah Girls
- 2006 : The Cheetah Girls 2 : vacances en Espagne
- 2008 : The Cheetah Girls: un monde unique

### Singles avec Les Cheetah Girls
- 2003:  Cinderella
- 2003:  Girl Power
- 2003:  Cheetah Sisters
- 2004:  I Won't Say (I'm in Love)
- 2005:  Shake a Tail Feather
- 2005:  Cheetah-licious Christmas
- 2005:  Five More Days 'Til Christmas
- 2005:  I Won't Say (Remix)
- 2006:  If I Never Knew You
- 2006:  The Party's Just Begun
- 2006:  Strut
- 2006:  Step Up
- 2006:  Amigas Cheetahs avec Belinda
- 2006:  Route 66
- 2007:  So This Is Love
- 2007:  So Bring It On
- 2007:  Fuego
- 2008:  One World
- 2008:  Dance Me If You Can
- 2008:  Cheetah Love
- 2008:  Feels Like Love
- 2008:  No Place Like Us
- 2008:  Fly Away
- 2008:  Dig a Little Deeper

## Chansons Solos
- 2006: C'mon (dans la bande originale de Byou)
- 2008: Crazy On The Dance Floor (dans la bande originale du film Les Cheetah Girls : Un monde unique)
- 2009: Just Watch Me (dans la bande originale de Byou 2)